# アラン・ブラッドリー
アラン・ブラッドリー（Alan Bradley、1938年 - ）は、カナダの推理作家。代表作は『パイは小さな秘密を運ぶ』から始まる「少女探偵フレーヴィア シリーズ」。

## 経歴

### 出生〜エンジニア
1938年、カナダのオンタリオ州トロントに生まれる。2人の姉と共に、トロント中心部から東へ約100キロメートル行った小さな町コーバーグで育つ。ブラッドリーがよちよち歩きの頃に父親が家を出ていき、母親が女手一つで3人の子供を育てた。子供の頃はベッドで1人寂しく過ごすことが多く、本を読み始めたのもその頃であったが、高校では特に「悪い生徒だった」と回顧しており、学校になじめず、暇な時には地元の墓地で読書するなどして時間を潰していたという。
高校卒業後、地元でラジオやテレビのエンジニアとして働き始め、電気システムの設計や組み立てをしていた。その後、ライアソン工科専門学院（現・ライアソン大学）に短期間勤め、1969年にサスカトゥーンへ引っ越し、サスカチュワン大学に教員として就職する。そこで、テレビのエンジニアディレクターとして約25年間勤め、放送スタジオの発展などに寄与した。1994年に専業作家になる為に早期退職した。

### 作家としてのキャリア
書くことには昔から興味があったが、真剣に考え始めたのはサスカトゥーンに越した後の30代前半の頃からで、ライティング・グループに加わり、地元の作家たちと交流を深めていった。
その頃に書いた短編小説の何編かはCBCラジオで朗読され、雑誌に掲載され出版された。1994年にサスカチュワン大学を早期退職した後、妻シャーリーの仕事の都合でブリティッシュコロンビア州ケロウナへ引っ越し、自身は執筆業に専念した。9年の間に映画のシナリオなども多数執筆した。2003年に発生したオカナガン・マウンテン・パークの山火事で多くの近隣住民が被災したが、ブラッドリー家は被害を免れた。この火事の体験により、シナリオとは違うことをしたくなり、伝記執筆に取り組み始め、上梓したのがノンフィクション"Mr Holmes of Baker Street" と、伝記"The Shoebox Bible" である。その後、2006年に小説の執筆に取りかかる。
その後まもなく、妻がCBCラジオをかけていた時に、カナダの推理作家ルイーズ・ペニーがイギリスの英国推理作家協会が主催するCWA賞の新人賞であるデビュー・ダガー賞のことを話しているのを耳にする。同賞は、殺人事件が起こる小説のプロットと第1章の提出が応募要件で、それを知った妻は、マイナーなキャラクターが出てくる小説がいいと「スツールに座った女の子」の話を書くよう薦め、ブラッドリーは執筆を始める。2007年の初め、フレーヴィア・ド・ルースという「スツールに座った女の子」が登場する15ページ分をダガー・コンテストに送った。その部分は数日で書き上げたが、数週間かけより磨きあげ、『パイは小さな秘密を運ぶ』（原題：The Sweetness at the Bottom of the Pie ）として完成した。同作の舞台はイングランドだが、ブラッドリーは当地を訪れたことがなかった。2007年6月、コンテストの審査員から代理人に、出版に興味を示している旨の連絡があり、それはブラッドリーが最優秀賞を取ったことを暗に示していた。6月27日に入札が行われ、デビュー・ダガー賞のスポンサーであるイギリスのオリオン出版が3冊分の権利を落札した。数日後、ダブルデイがカナダでの出版権を、バンタム・ブックスがアメリカでの出版権を買った。7月5日、ダガー賞授賞式のためロンドンを訪れ、69歳にして初めて北アメリカを出た。
授賞式を終え、カナダに戻った後、数週間休み、7か月かけて15ページを1冊分の長編に仕上げた。『パイは小さな秘密を運ぶ』は2009年1月にイギリスで、2月にカナダで出版された。同作は1950年代を舞台に少女フレーヴィア・ド・ルースが様々な謎を解決していくシリーズとして展開していく。シリーズ第2作『人形遣いと絞首台』（原題：The Weed That Strings the Hangman's Bag ）が2010年3月に、第3作『水晶玉は嘘をつく?』（原題：A Red Herring without Mustard ）が2011年2月に、第4作『サンタクロースは雪のなか』（原題：I Am Half-Sick of Shadows ）が2011年12月に、第5作『春にはすべての謎が解ける』（原題：Speaking from Among the Bones ）が2013年1月に刊行、さらに第6作『不思議なキジのサンドウィッチ』（原題：The Dead in Their Vaulted Arches ）が2014年に刊行された。シリーズは現在6冊出ているが、10冊までは書く予定である。
2012年、映画監督サム・メンデスがテレビドラマのシリーズとして「少女探偵フレーヴィア」シリーズを映像化するつもりであると述べた。

## 私生活
妻と共に自身の作品の舞台となっている国々を訪れながら、残りの人生を過ごそうと、2009年にケロウナの自宅を売却した。

## 作品リスト

### 少女探偵フレーヴィア シリーズ
| # | 邦題                         | 原題                                    | 刊行年 | 刊行年月   | 訳者     | 出版社                      |
| - | ---------------------------- | --------------------------------------- | ------ | ---------- | -------- | --------------------------- |
| 1 | パイは小さな秘密を運ぶ       | The Sweetness at the Bottom of the Pie  | 2009年 | 2009年11月 | 古賀弥生 | 東京創元社 〈創元推理文庫〉 |
| 2 | 人形遣いと絞首台             | The Weed That Strings the Hangman's Bag | 2010年 | 2010年12月 | 古賀弥生 | 東京創元社 〈創元推理文庫〉 |
| 3 | 水晶玉は嘘をつく?            | A Red Herring Without Mustard           | 2011年 | 2011年11月 | 古賀弥生 | 東京創元社 〈創元推理文庫〉 |
| 4 | サンタクロースは雪のなか     | I Am Half-Sick of Shadows               | 2011年 | 2012年11月 | 古賀弥生 | 東京創元社 〈創元推理文庫〉 |
| 5 | 春にはすべての謎が解ける     | Speaking from Among the Bones           | 2013年 | 2014年4月  | 古賀弥生 | 東京創元社 〈創元推理文庫〉 |
| 6 | 不思議なキジのサンドウィッチ | The Dead in Their Vaulted Arches        | 2014年 | 2015年11月 | 古賀弥生 | 東京創元社 〈創元推理文庫〉 |

### その他
- Ms. Holmes of Baker Street (2004) - William A.S. Sarjeantとの共著
- The Shoebox Bible (2006)

## 受賞・ノミネート
| 作品名                 | 年     | 賞                                          | 結果       |
| ---------------------- | ------ | ------------------------------------------- | ---------- |
| パイは小さな秘密を運ぶ | 2007年 | CWA賞 デビュー・ダガー賞                    | 受賞       |
| パイは小さな秘密を運ぶ | 2009年 | Apple iTunes賞 ベスト・オーディオブック部門 | 受賞       |
| パイは小さな秘密を運ぶ | 2009年 | インディゴ・ブックセラーズ・チョイス賞      | 受賞       |
| パイは小さな秘密を運ぶ | 2010年 | アガサ賞 最優秀処女長編賞                   | 受賞       |
| パイは小さな秘密を運ぶ | 2010年 | アーサー・エリス賞 最優秀処女長編賞         | 受賞       |
| パイは小さな秘密を運ぶ | 2010年 | アレックス賞                                | ノミネート |
| パイは小さな秘密を運ぶ | 2010年 | ディリス賞                                  | 受賞       |
| パイは小さな秘密を運ぶ | 2010年 | スポテッド・オウル賞                        | 受賞       |
| パイは小さな秘密を運ぶ | 2010年 | マカヴィティ賞 処女長編賞                   | 受賞       |
| パイは小さな秘密を運ぶ | 2010年 | バリー賞 処女長編賞                         | 受賞       |
| パイは小さな秘密を運ぶ | 2010年 | アンソニー賞 新人賞                         | ノミネート |